# Immeuble au 5, place du Bouffay de Nantes
L'immeuble, bâti au XVIIIe siècle, est situé au no 5 de la place du Bouffay à Nantes, en France. L'immeuble a été inscrit au titre des monuments historiques en 1951.

## Historique
L'immeuble est construit par l'architecte nantais Jean-Baptiste Ceineray en 1772.
Le futur célèbre médecin René-Théophile-Hyacinthe Laennec y habita de 1788 à 1793, hébergé alors chez son oncle Guillaume François Laënnec.
Le bâtiment est inscrit au titre des monuments historiques par arrêté du 2 juillet 1951.

## Architecture

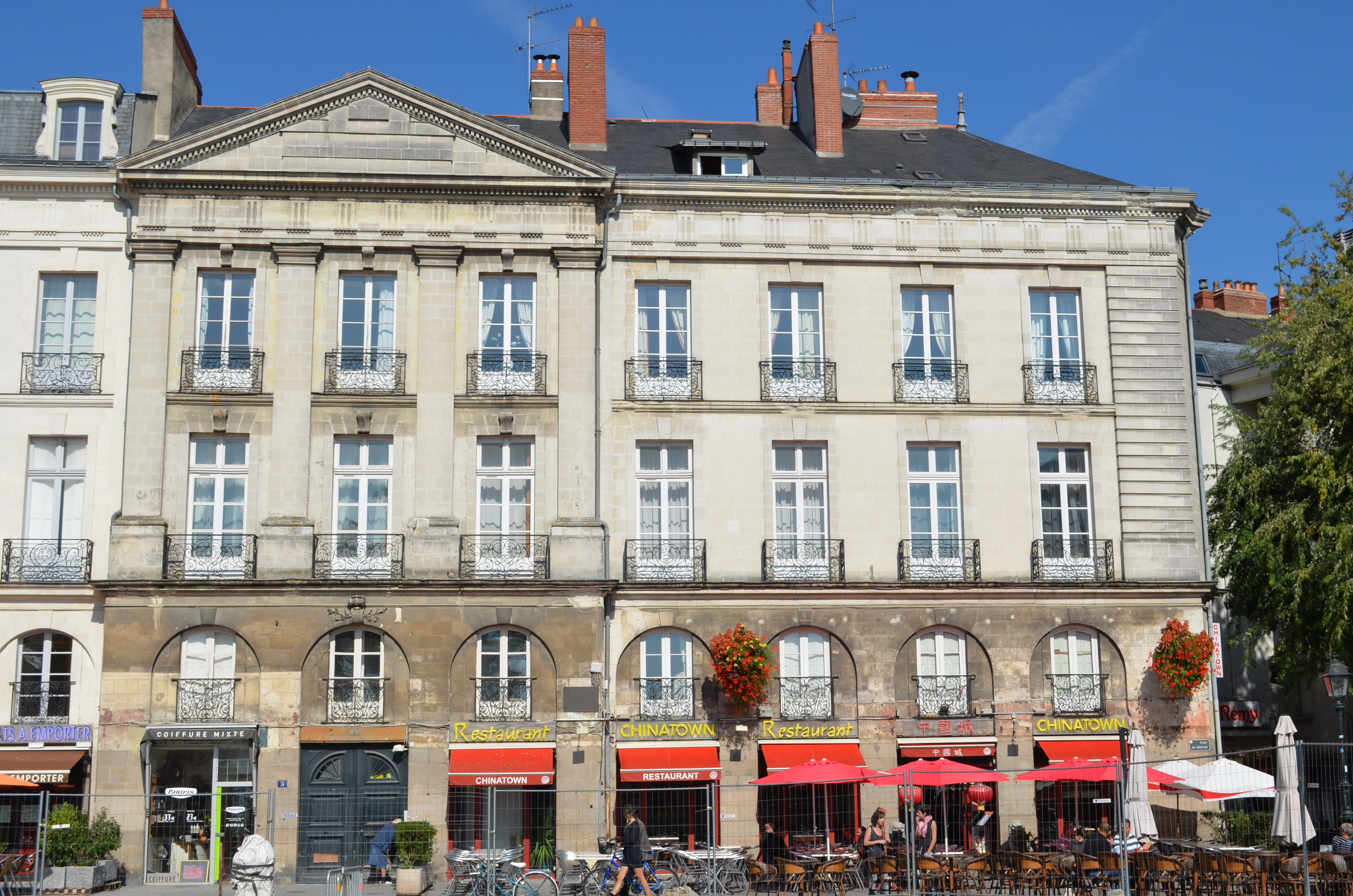
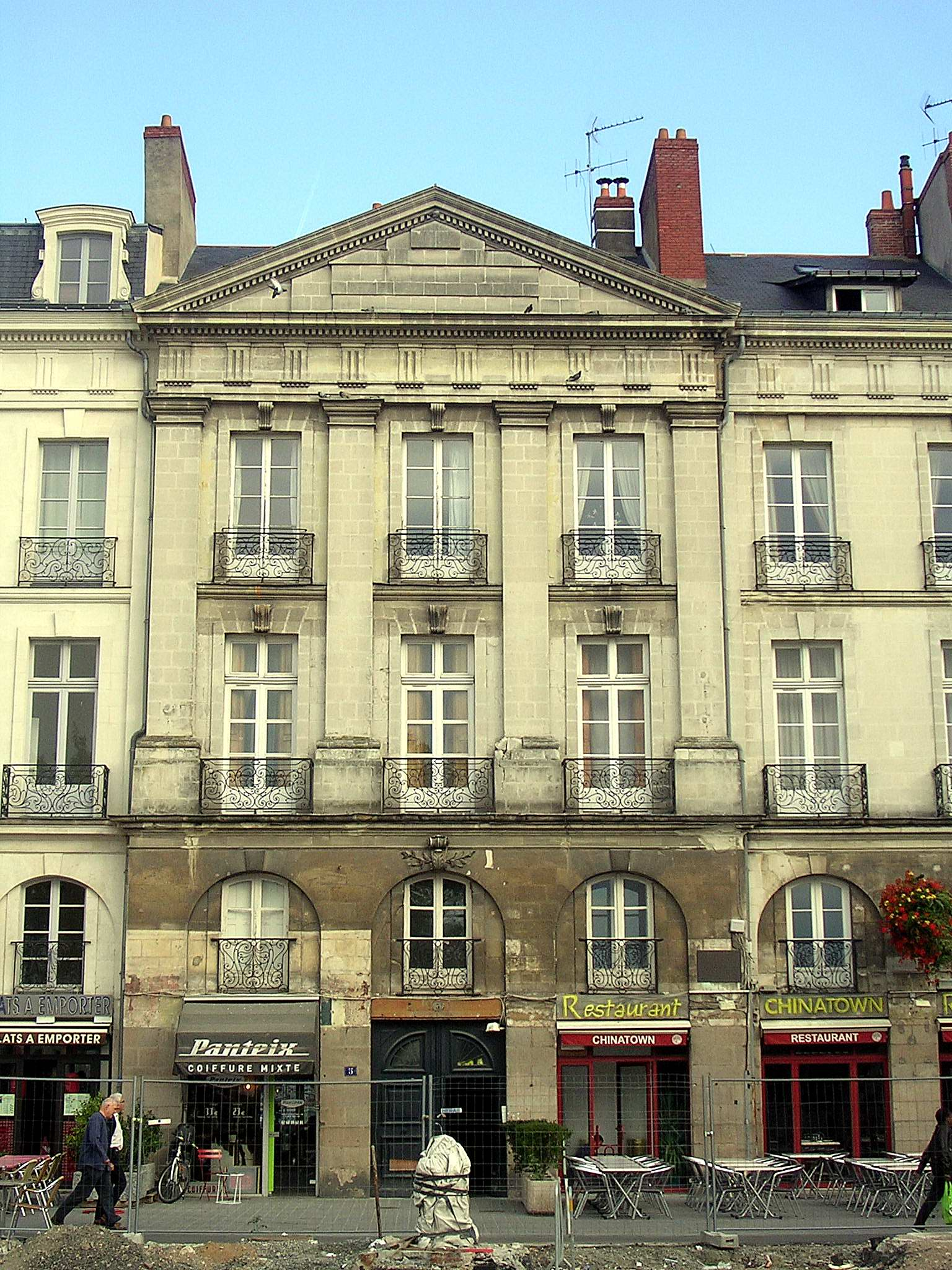
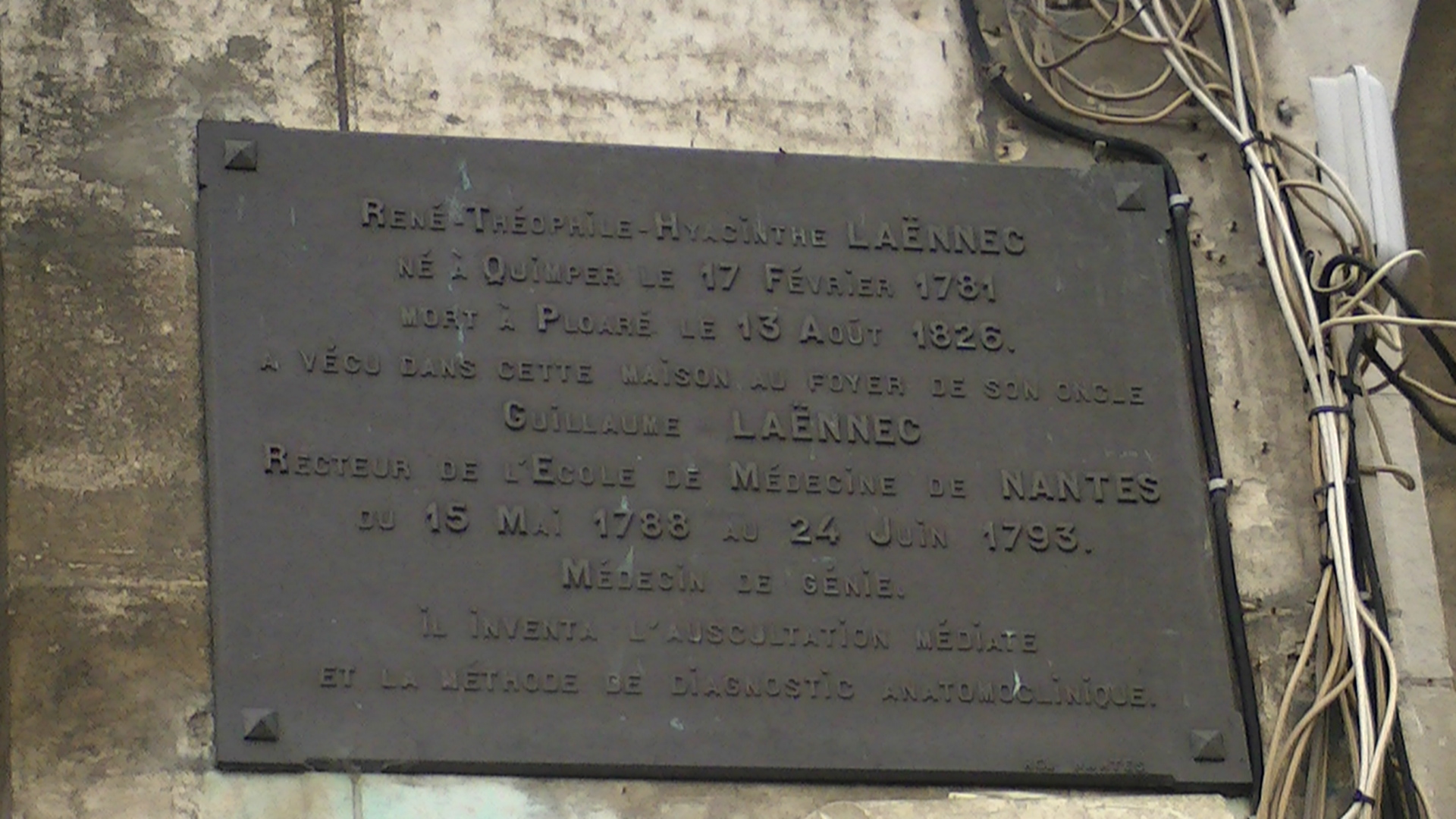
Plaque commémorative aux Laennec